# جنوب إفريقيا (مسرحية)
جنوب أفريقيا، مسرحية كويتية. تدور أحداث هذه المسرحية عن السياح الكويتين يزورون جنوب أفريقيا لعدة مهام يريدون أنجازها ولكن الصدمة أن تكون جنوب أفريقيا مسكونة فيحاولون الهروب منها. والمسرحية من بطولة عبد العزيز المسلم وهيا الشعيبي، وهي وإخراج عبد العزيز المسلم.

## الممثلون
- عبد العزيز المسلم
- هيا الشعيبي
- احلام حسن
- شهاب حاجية
- عبد الله الباروني
- عبد الله الرميان
- علي الفرحان
- هاني الطباخ

## روابط إضافية
- موقع المسرحية الرسمي